# PGC 2748953
LEDA/PGC 2748953 ist eine Spiralgalaxie im Sternbild Drache am Nordsternhimmel. Sie ist schätzungsweise 574 Millionen Lichtjahre von der Milchstraße entfernt und hat einen Durchmesser von etwa 135.000 Lichtjahren. Vom Sonnensystem aus entfernt sich das Objekt mit einer errechneten Radialgeschwindigkeit von näherungsweise 12.700 Kilometern pro Sekunde.
Im selben Himmelsareal befinden sich unter anderem die Galaxien PGC 59908, PGC 2748918, PGC 2749002, PGC 2749762.